# جاكسون ميندي

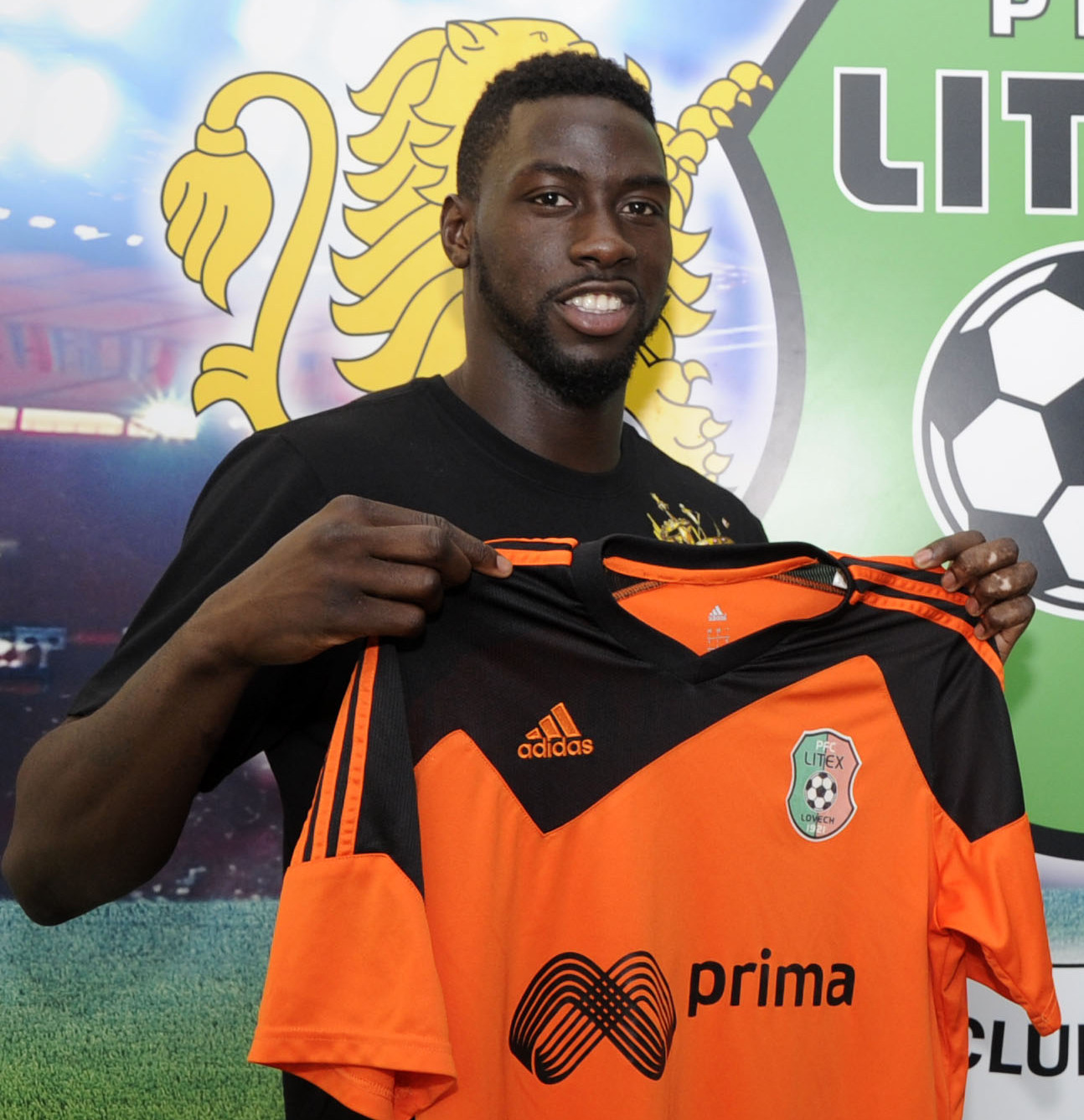

جاكسون ميندي (بالفرنسية: Jackson Mendy)‏ (مواليد 25 مايو 1987 في مونت سانت إينيان - فرنسا) لاعب كرة قدم فرنسي يلعب حاليا لصالح نادي الدرجة الأولى فرايبورغ الألماني منذ 2009 في مركز الظهير الأيسر .

## روابط خارجية
- جاكسون ميندي على موقع الاتحاد الأوربي (الإنجليزية)
- جاكسون ميندي على موقع قاعدة بيانات كرة القدم.إي يو (الإنجليزية)
- جاكسون ميندي على موقع بيانات كرة القدم. دي إي (الألمانية)
- جاكسون ميندي على موقع ناشيونال فوتبول تيمز (الإنجليزية)
- جاكسون ميندي على موقع Soccerway.com (الإنجليزية)
- جاكسون ميندي على موقع عالم كرة القدم.نت (الإنجليزية)